# 新月芒果蛛
新月芒果蛛（学名：Mangora crescopicta）为园蛛科芒果蛛属的动物。在中国大陆，分布于北京等地。该物种的模式产地在北京。